# پشت‌تراشیده
پشت‌تراشیده (نام علمی: Notograptus) نام یک سرده از راسته سوف‌ماهی‌سانان است.